# Uloborus planipedius
Uloborus planipedius es una especie de araña araneomorfa del género Uloborus, familia Uloboridae. Fue descrita científicamente por Simon en 1896.
Habita en Sudáfrica.